# Cambarus catagius
Cambarus catagius là một loài tôm hùm đất trong họ Cambaridae. Loài này chỉ được tìm thấy ở một khu vực hạn chế của Bắc Carolina, nơi nó được coi là một loài cần bảo tồn đặc biệt.